# Maïwenn
Maïwenn (nascida Maïwenn Aurélia Nedjma Le Besco, em 17 de abril de 1976) é uma atriz, diretora de cinema e roteirista francesa.
Atingiu reconhecimento internacional com seu terceiro filme — que escreveu e dirigiu — o drama Polisse (2011), vencedor do Prêmio do Júri do Festival de Cannes de 2011. Maïwenn também atua nesta produção, interpretando uma fotógrafa que foi designada para documentar a "Unidade de Proteção Infantil" (da polícia "Direction Régionale de Police Judiciaire de Paris"), responsável por todas as infrações com vítimas menores de 18 anos de idade.

## Vida pessoal
Maïwenn conheceu o diretor de cinema francês Luc Besson quando tinha 12 anos de idade; aos 15 anos; estava namorando com ele. Em janeiro de 1993, aos 16 anos, deu à luz a filha do casal, Shanna Besson.
Nos "extras" do DVD do filme Léon, de 1994, afirma que a obra é baseada no seu relacionamento com Besson. Maïwenn está em uma cena no início deste filme, quando aparece deitada nua em uma cama, coberta por lençóis, após ter realizado sexo com um homem adulto, chefe de crime organizado — sua personagem é referida como "miúda loira" no elenco.